# Mariano Juan
Mariano Alcides Juan (Buenos Aires, 17 maggio 1976) è un ex calciatore argentino, di ruolo centrocampista.

## Palmarès

### Club

#### Competizioni nazionali
- Campionato argentino: 1

River Plate: Apertura 1994
- Campionato olandese: 1

Ajax: 1997-1998
- Coppa dei Paesi Bassi: 1

Ajax: 1997-1998

#### Competizioni internazionali
- Coppa Libertadores: 1

River Plate: 1996

### Nazionale
- Campionato mondiale Under-20: 1

Qatar 1995